# Lathyrus angulatus
Espèce
Classification phylogénétique
Lathyrus angulatus, la gesse anguleuse, est une espèce de plantes à fleurs de la famille des fabacées. Elle est originaire de la région méditerranéenne.

## Description
Sa tige caractéristique fortement anguleuse porte des feuilles composées comportant des folioles très étroites opposées deux par deux. Les feuilles pennées ont un pétiole qui ne dépasse pas 40 mm. Le fourreau, plus large, qui mesure de 15 à 30 mm, est poilu sur le bord, sans nervures proéminentes.

La plante fleurit au printemps. Les fleurs sont de couleur bleu-violet, mais peuvent être aussi rouge-violacé.

Quand les fleurs sont rouge violacé, ce végétal peut être confondu avec la gesse à graines sphériques dont les pédoncules floraux sont beaucoup plus courts.

## Répartition et habitat
On la trouve au Portugal, tout autour de la Méditerranée occidentale jusqu'à la Grèce centrale et en Crète, au nord-ouest de l'Afrique, dans des habitats sablonneux et rocheux.

## Statut de protection
En France, l'espèce figure sir la liste rouge des plantes d'Île-de-France.

## Taxonomie
Lathyrus angulatus a été décrite par Linné dans sa publication Species Plantarum 2: 731. 1753.

### Cytologíe
Nombre de chromosomes de Lathyrus angulatus (Fam. Leguminosae) et taxons spécifiques : 2n=14 (? à compléter)

### Étymologie
Lathyrus : nom générique dérivé du grec que se rapporte à l'ancien nom du "pois".
angulatus : épithète latin qui signifie « angulaire ». Les angles importants que font les tiges des feuilles avec la tige principale qui porte les fleurs, puis les gousses de pois, permettent à la plante de trouver plus facilement un tuteur pour s'élever grâce aux vrilles qui les terminent. Ce qui, finalement, facilitera la dispersion des graines.

## Noms vernaculaires
Noms usuels dans quelques pays :
- Allemagne: Eckige Platterbse.
- Angleterre : Angled pea, pois 'anguleux.
- Espagne: Pluma de ángel, plume d'ange, ou Sabillones borriqueros, gesse des ânes.
- France: Gesse anguleuse.
- Italie: Cicerchia angolosa
- Portugal: Cizirão-de-folhas-estreitas

### Articles annexes
- Chronologie de la botanique.
- Histoire de la botanique.
- Caractéristiques des fabacées.